# Albirex Niigata Ladies
O Albirex Niigata Ladies é um clube de futebol feminino japonês, sediado em Niigata, Japão. A equipe compete na L. League

## História
O clube foi fundado em 2002 como parte do programa de futebol feminino do Albirex Niigata.